# معركة عنبتا
في 21 حزيران 1936م، هاجم مسلحون فلسطينيون قافلة يهودية مسلحة، ترافقها قوة عسكرية من الجيش البريطاني، على طول الطريق من حيفا إلى تل ابيب، غرب عنبتا في المنطقة الواقعة بين تلتي حانوتا ونيربا، اسفرت المعركة والتي استمرت ثماني ساعات، عن مقتل جنديين بريطانيين، وشهيدين فلسطينيين، وقد وصفت بأنها الاشد في بداية ثورة فلسطين الكبرى، حيث قادها كل من إبراهيم نصار وعبد الرحيم الحاج محمد.

## المعركة
تصفها صحيفة فلسطين بأنها المعركة الاعنف منذ بدء الثورة الكبرى،  فيما وصفتها الجامعة الإسلامية بأنها: «المعركة الأولى من نوعها منذ بدء النضال الوطني في سبيل الحياة الحرة المشرفة»،  وقعت المعركة بعد ان كانت قافلة السيارات اليهودية المتجهة من حيفا إلى يافا، والمحمية من قبل الجيش البريطاني، قد تعرضت لكمين، عند نقطة تبعد 1.5 ميل (2.4 كم) غرب عنبتا، في الممر الواقع بين تلتي حانوتا ونيربا، من قبل 60-70 مقاتل من العرب، في مواجهة تصاعدت إلى معركة ضارية،  فعند دخول شاحنات الحراسة الامامية المرافقة للقافلة المضيق الجبلي، والذي أصبح في وقت لاحق يعرف باسم «ركن عاصف»، تم إطلاق النار بشدة من التلال شديدة الانحدار على جانبي الطريق، حيث تفاجأت الشاحنات الامامية بحاجز مقام على الطريق، على مسافة قصيرة بعد الزاوية، فاضطرت للتوقف، عندها تم إطلاق النار من جميع الجوانب مرة أخرى، من قبل مجموعة كبيرة ثانية من العرب مختبئين وراء الصخور على المنحدرات المحيطة.
قتل جنديان بريطانيان خلال المعركة، احداهما الرقيب هنري سيلز من فرقة سيفورث هايلاندر، حيث قتل في وقت مبكر من المعركة، سحب المقاتلون العرب جثته إلى كهف على مقربة منهم وواصلوا القتال، اما الآخر فتوفي بعد اصابته الخطرة اثناء القتال، وهو يتبع فرقة رويال سكوت فوسيلير. فيما استشهد مقاتلان من الفلسطينيين كما جاء في المصادر الصحفية العربية هما: عبد الكريم يوسف أبو شنب من طولكرم، واحمد عبد الرحيم الاسود من كفر اللبد.
بدأت المعركة في الساعة الحادية عشر صباحا واستمرت حتى الليل، تم استدعاء الطائرات البريطانية، إضافة إلى تعزيزات من القوات وصلت من طولكرم، مكونة من ست دبابات، وتسع شاحانات (تراك) ملأى بالجند، إضافة إلى نجدة كبيرة اتت عن طريق نابلس، حتى وصولها كان العرب متمسكون في مواقعهم اثناء القتال، شاركت ثلاثة كتائب من لواء المشاة السادس، تحت قيادة العميد جون إيفيتس،  وتسع طائرات،  في اللقاء الاخطر منذ اندلاع (الثورة) في فلسطين، حيث حاصر المقاتلين العرب القوات البريطانية في الممر، وحتى وصول الطائرات نار رشاشة قسمت المهاجمين الاشداء إلى قسمين،  وجاء في البلاغ الرسمي الصادر ان شطراً من المقاتلين العرب انسحب نحو الشمال جهات بلعة، والشطر الأكبر اتجه نحو الجنوب (كفر اللبد)، فيما اغارت الطائرات ما مجموعه ثلاث عشرة مرة، في حين اصيبت ثلاث طائرات برصاص المقاتلين العرب، واضطرت إلى الهبوط في مطار طولكرم، ادعى الطيارون انهم اوقعوا خمسة عشر اصابة للعدو، عندما توقف القتال هبطت الطائرات، وجرى نقل الجرحى البريطانيين إلى المستشفى.

## الذاكرة الشعبية
وقد وصف معلم القرية في عنبتا الشيخ محمد حجاز المعركة فقال:
ويقول: «يا لعظم ما حدث في تلك الموقعة، من الرعب والخوف على غير من هم متترسين في الصخور، ولعظم ما صار فيها من الخسائر، يدلك ذلك على دوامها من الضحى إلى الغروب وبعده، ولم تسمى بوقعة عنبتا لاختصاص أهلها بها، وإنما لوقوعها في وادها وجبالها، بالاشتراك من أهلها وجوارها من قضاء بني صعب وغيره من جبل نابلس... الخ».
وكثيرا ما ساعدت الطائرات في مطاردة الثوار، كثيرا من المصفحات والدبابات المتسلقة والزاحفة في طريق بلعا، وطريق كفر اللبد، المشرفان على سهل زيتون عنبتا، وذلك بإشارات من الطائرات ترميها لتهدي الذي في الدبابة أو في المصفحة أو الجنود الذين في الطريق العامة، وبرسمها ٧ في هبوطها لاقصى حد، ثم ارتفاعها بسرعة فترمي الدبابات قذائفها على اسفل الرقم، وهكذا وقعت هذه المعركة بتاريخ 21 حزيران 1936، وقد وقع جوار هذه القرية جملة مواقع أهمها في 28 تموز 1936، وفي 3 ايلول 1936 بقيادة فوزي بك القاوقجي المغوار ألمسماه بمعركة بلعا الشهيرة".